# Ruisseau de l’Etat
Der Ruisseau de l’Etat ist ein linker Zufluss der Mosel in Frankreich.
Er hat eine Länge von 3,2 km
und mündet in der Gemeinde Ramonchamp (Grand Est).